# Gundemaro Paniceres
Gundemaro Paniceres García (Gijón, Asturias, España, 4 de julio de 1919-ib., 27 de septiembre de 2013) fue un futbolista español que jugaba de centrocampista y desarrolló los principales años de su carrera deportiva en el Real Sporting de Gijón.

## Trayectoria
Comenzó su carrera profesional en 1940, en el R. D. Oriamendi de Gijón, equipo en el que se mantuvo hasta el final de la campaña 1940-41, cuando fue cedido al Real Gijón para la disputa de un encuentro amistoso en Bilbao. Tras ello, se incorporó de manera definitiva al Sporting, en el que militó desde 1941 hasta 1946, y donde llegó a jugar sesenta y siete partidos en los que consiguió anotar treinta y un goles, entre ellos el primero del conjunto asturiano en Primera División. Formó parte, además, de la plantilla que consiguió el primer ascenso a la máxima categoría en la temporada 1943-44.
Abandonó el equipo en 1946 para militar en el C. D. Málaga durante una temporada. Al término de la misma, se desplazó a León para fichar por la Cultural y Deportiva Leonesa, donde jugó durante un año hasta que fichó por la U. D. Orensana, club en el que puso fin a su carrera como profesional en 1949.
En 1974, con motivo del gol 500 en Primera División del Sporting, le fue concedida la insignia de oro y brillantes del club en recuerdo a su primer gol.

## Clubes
| Club                         | País   | Año       |
| ---------------------------- | ------ | --------- |
| R. D. Oriamendi              | España | 1940-1941 |
| Real Gijón                   | España | 1941-1946 |
| C. D. Málaga                 | España | 1946-1947 |
| Cultural y Deportiva Leonesa | España | 1947-1948 |
| U. D. Orensana               | España | 1948-1949 |